# Henk Dijkhuizen
Henk Dijkhuizen (Den Haag, 9 juni 1992) is een profvoetballer die als verdediger speelt.

## Loopbaan
Dijkhuizen kwam in de jeugd uit voor Scheveningen, Feyenoord en Sparta en debuteerde op 5 november 2010 tegen Helmond Sport. Hij tekende in 2013 een contract bij Roda JC Kerkrade. Met die club degradeerde hij op 3 mei 2014 naar de Eerste divisie. Door in een tweeluik van NAC Breda te winnen, keerde Roda JC een jaar later terug naar de Eredivisie. Begin 2020 ging hij voor TOP Oss spelen. Medio 2020 ging hij naar het Belgische Patro Eisden Maasmechelen.